# أسماك الصقر
أسماك الصقر أو السرهينيات (الاسم العلمي Cirrhitidae)، فصيلة أسماك بحرية من شعاعيات الزعانف ورتبة الفرخيات. أجناسها وأنواعها عديدة جميعها من أسماك المحيط الأطلسي والهادي والهندي، تعيش بين الشعاب المرجانية. أسماكها معتدلة القد، إهليلجية الشكل، تطول من  7 إلى 15 وبعضها يصل إلى 60 سم كاسمكة الصقر العملاقة. سهفها صغير الجرم مستدير الشكل. زعانفها الظهرية والشرجية تحمل مناخس حادة.

## معرض الصور

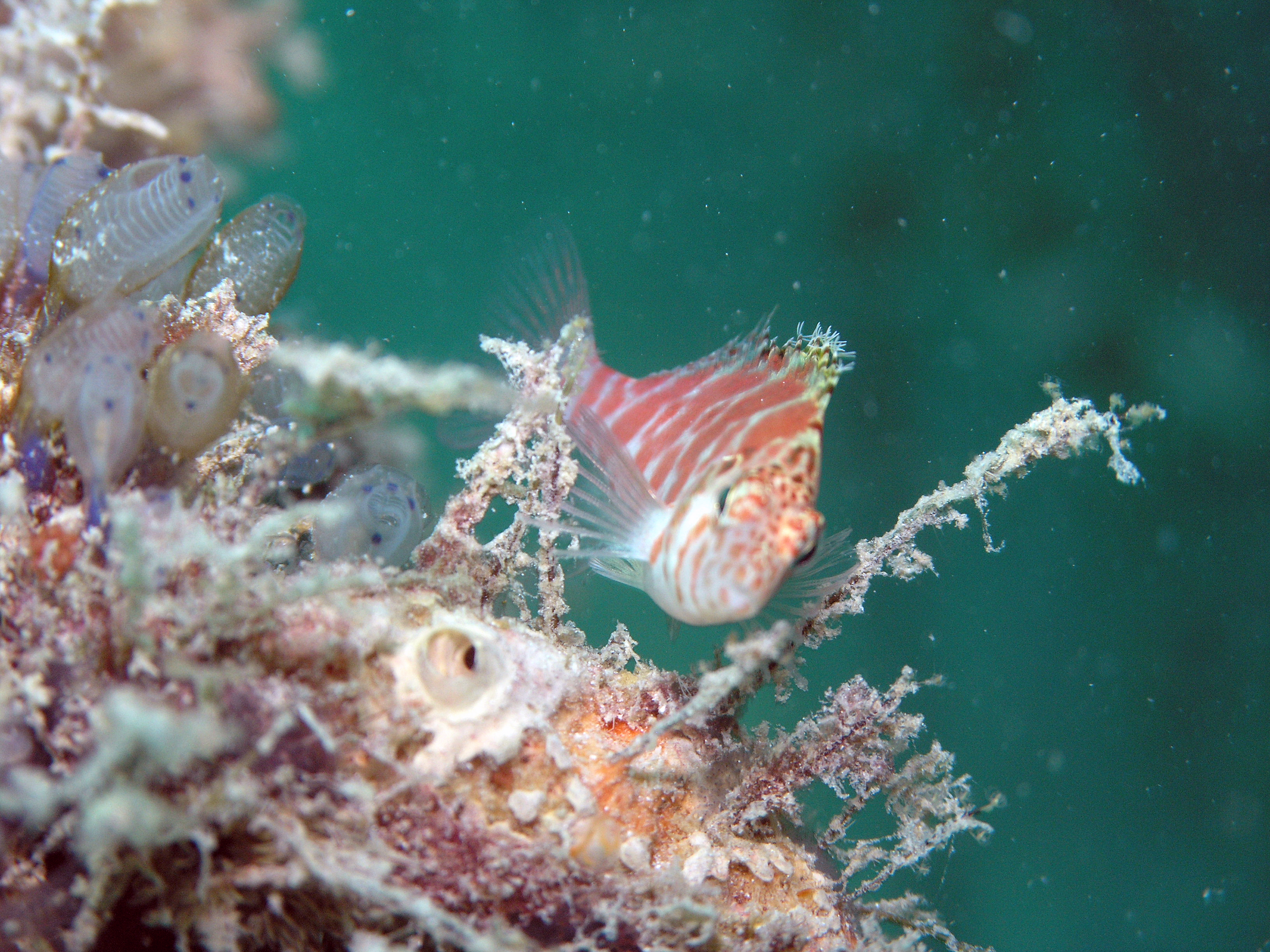
Dwarf hawkfish (Cirrhitichthys falco), سيبادان, Malaysia
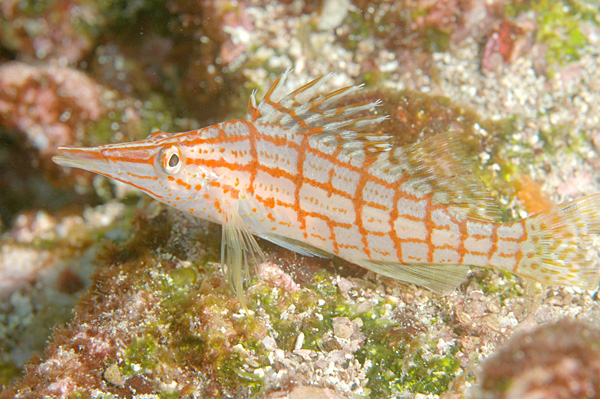
Longnose hawkfish (Oxycirrhites typus), أرخبيل غالاباغوس
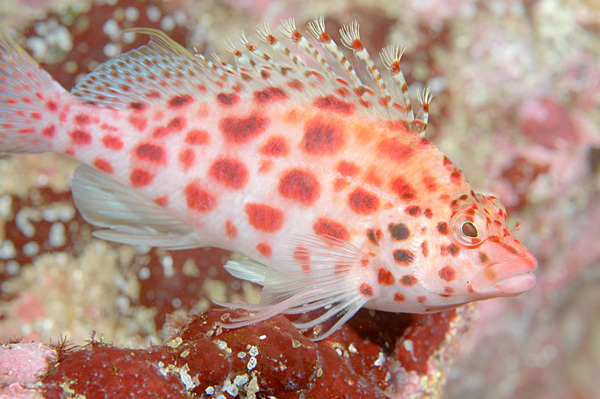
Coral hawkfish (Cirrhitichthys oxycephalus), Galápagos Islands
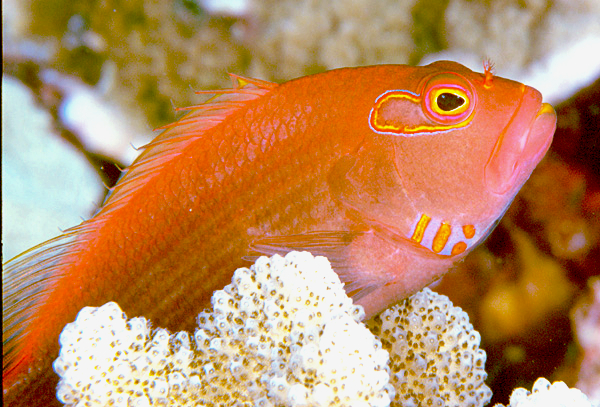
Arc-eye hawkfish (Paracirrhites arcatus), Kona District, Hawaii
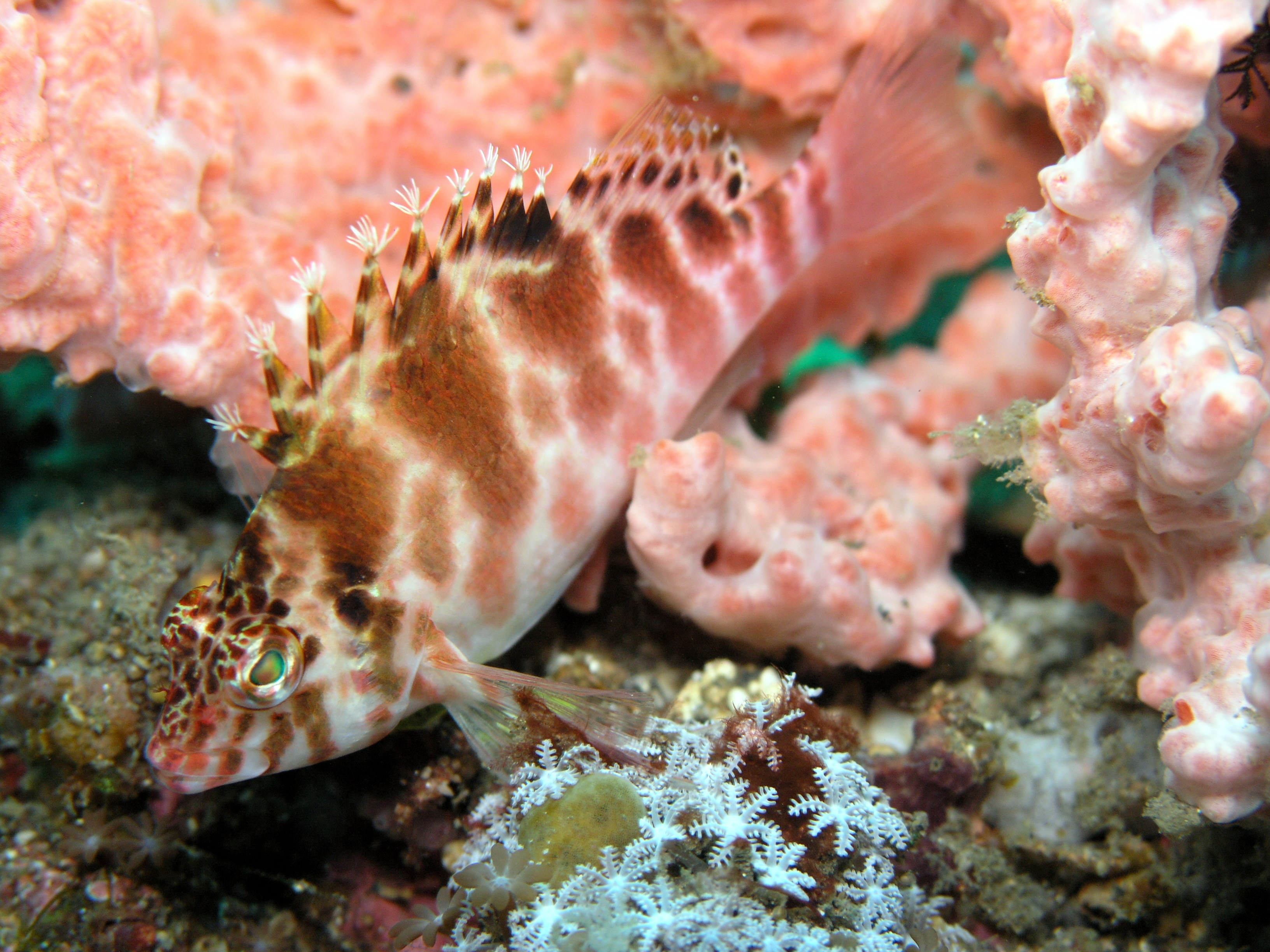
Spotted hawkfish (Cirrhitichthys aprinus), Lembeh Straits, Indonesia